# Verdugado

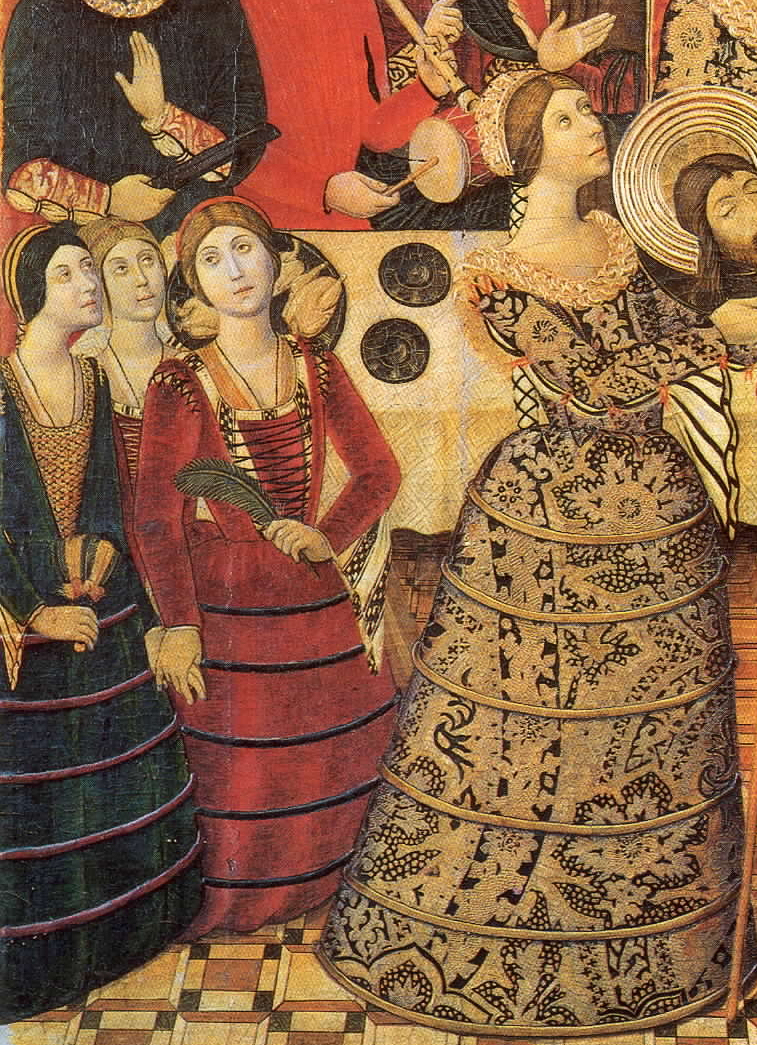
Darstellung von sichtbaren Verdugados, Detail aus dem Retabel des Hl. Johannes des Täufers von Pedro García de Benabarre, ca. 1470–1480.

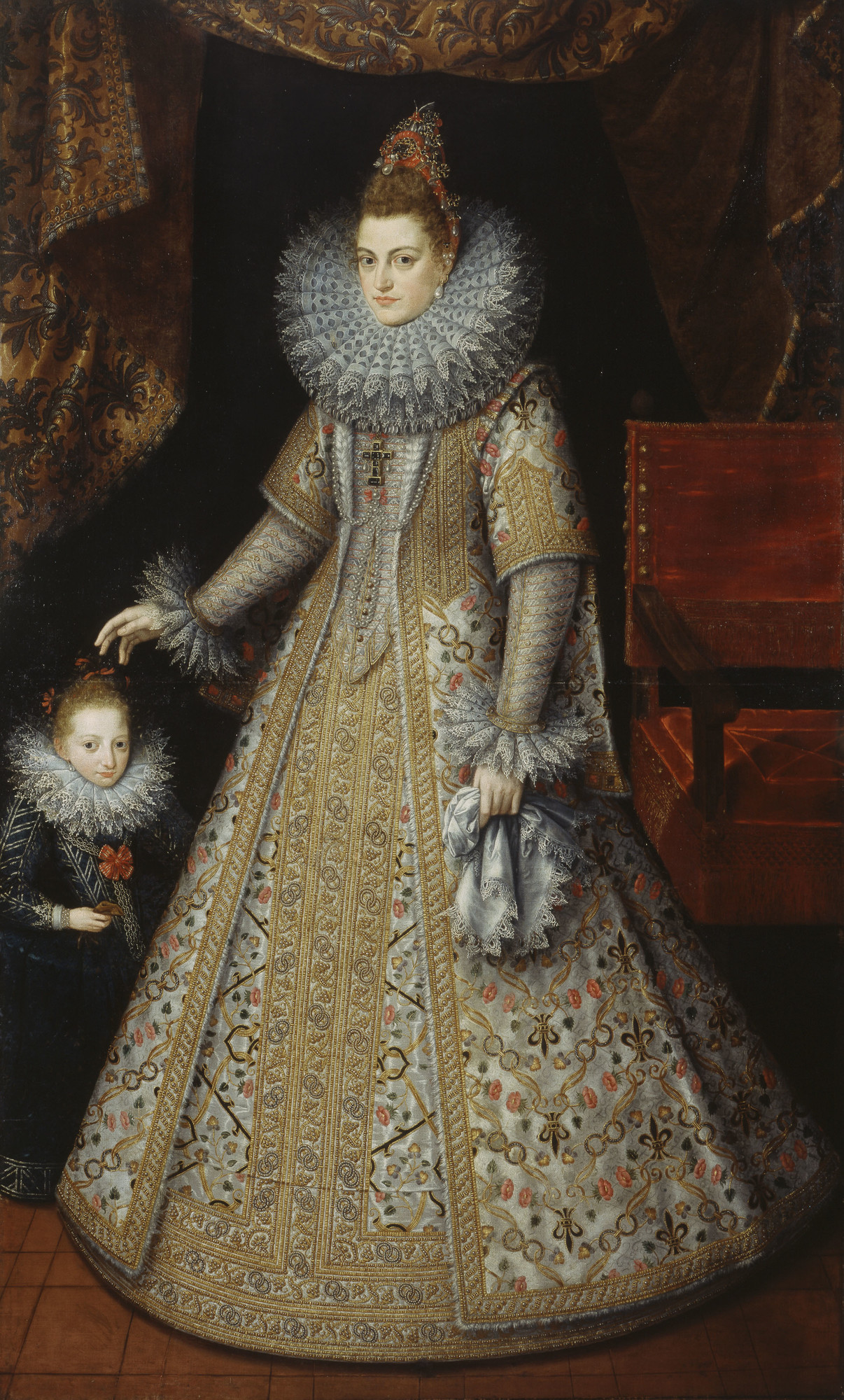
Verdugado: Isabella Clara Eugenia (1566–1633), Gemälde von Frans Pourbus dem Jüngeren

Verdugado, auch als Vertugade, oder Vertugadin bekannt, ist die historische spanische Bezeichnung eines Unterrockes, der ursprünglich aus Korbgeflecht hergestellt wurde. Auch wenn die Form den neumodischen Reifröcken optisch gleicht, so ist die Bauweise doch eine andere.

## Geschichte
Der Name “Verdugado” kommt von “verdugo” („grünes Holz“), ein grüner Baumtrieb des ausgewachsenen Pfahlrohres, mit dem die flexibleren jungen Triebe dieser Pflanze bezeichnet werden.
Der Ursprung liegt in Spanien um 1470, wo der sogenannte “Verdugado” als Teil unter der Oberbekleidung getragen wurde. Zur Stütze wurden zunächst Ringe aus dem subtropischen Pfahlrohr oder auch dem spanischen Schilf verwendet und später durch Weidenruten und Drahtgestelle ersetzt. Dieser Ur-Reifrock wurde teilweise mit Rosshaar aufpolstert.
Der Verdugado wurde sehr schnell ein fester Bestandteil der spanischen Damenmode. In der Mitte des 16. Jahrhunderts zeigen zahlreiche Gemälde aus der Zeit der Renaissance und des spanischen Barocks Frauen in der typisch spanischen, kegelförmigen Hoftracht. Der sogenannte „Verdugado“ stützte das Kleidungsstück, um Falten zu verhindern.
Aufgrund von Spaniens großem Einfluss in Politik und Wirtschaft während des 16. Jahrhunderts verbreitete sich die Mode in ganz Europa. Andere europäische Herrscher orientierten sich bald am modischen Vorbild des spanischen Königshauses. Spanische Schneider genossen einen ausgezeichneten Ruf und waren überall gefragt.
Von Kind an mussten die Damen von Stand und Adel das Tragen solcher Röcke erlernen. Der  französische Hof übernahm den spanischen Verdugado bald, und auch andere Höfe folgten dem Vorbild. Selbst Königin Elisabeth I. von England trug die spanische Mode trotz der legendären spanisch-englischen Modefeindschaft.
In Frankreich wurde die ursprüngliche Kegelform in einen fassförmigen Vertugadin verändert, der von der Taille aus breit und waagerecht abstand und dann senkrecht herabfiel.

## Galerie

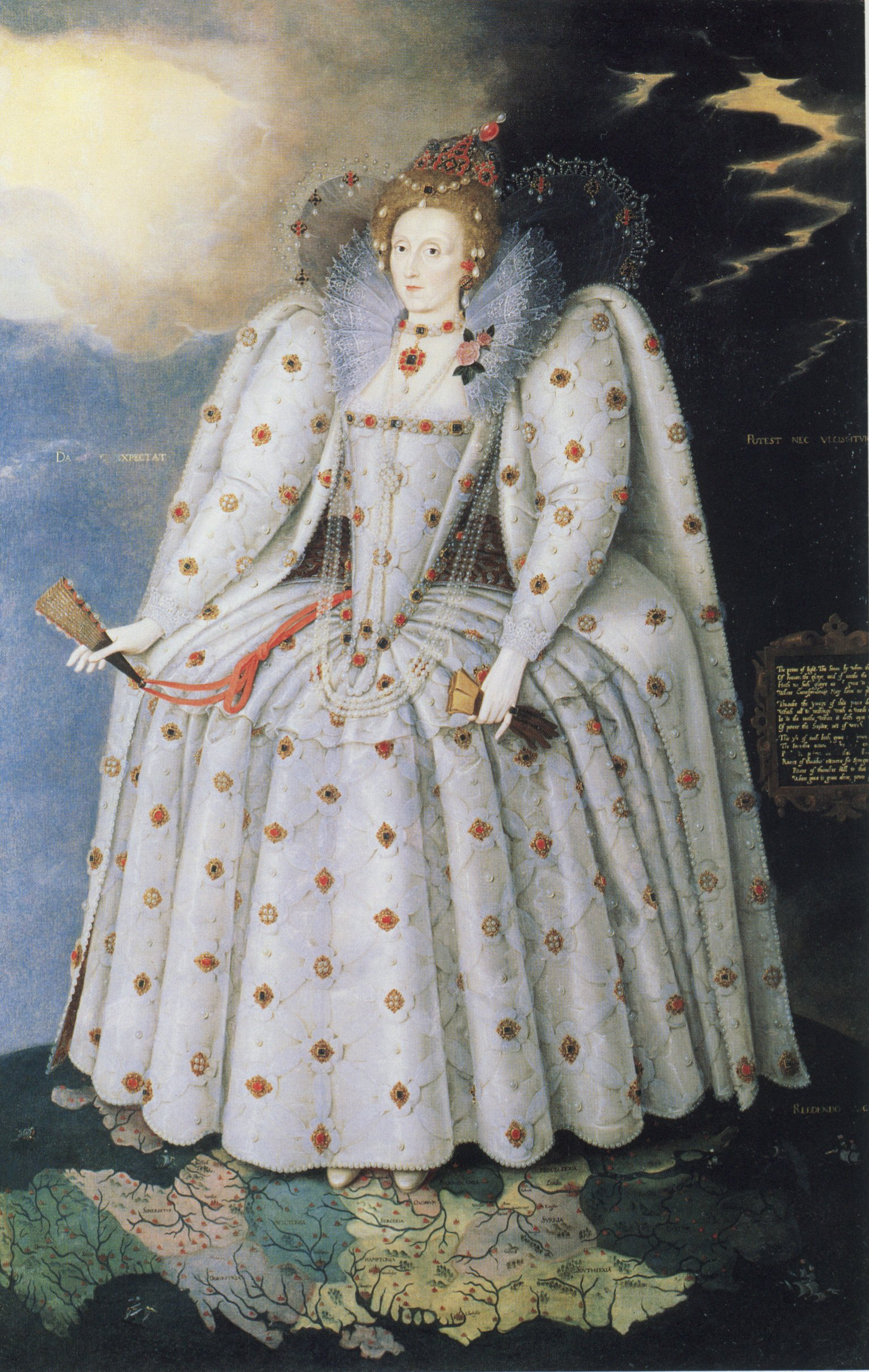
Marcus Gheeraerts: Elizabeth I. (The Ditchley Portrait), ca. 1592
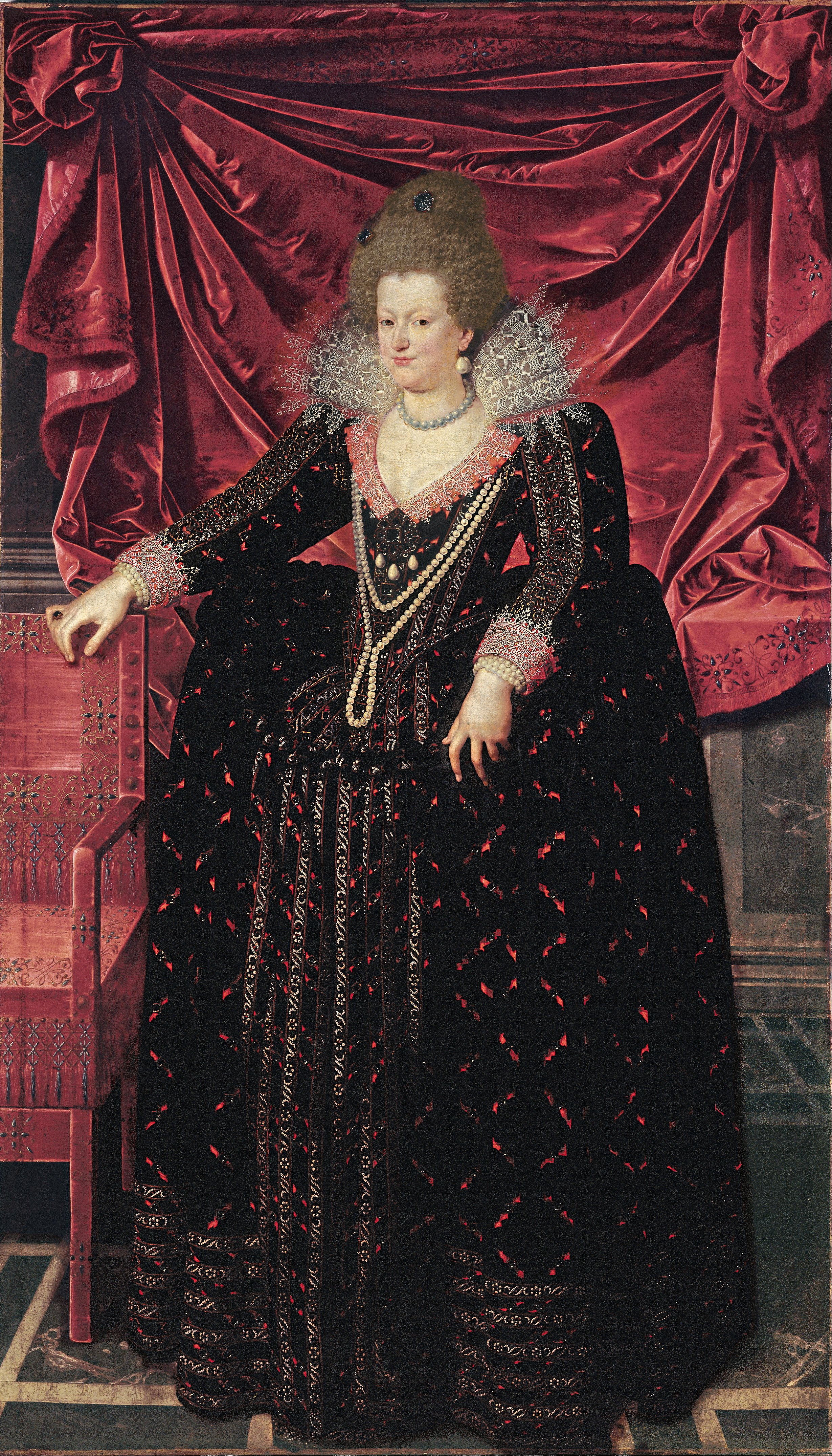
Frans Pourbus d. J.: Maria de’ Medici, Königin von Frankreich, 1606–1607. Ein typisch fassförmiger Reifrock (Vertugadin), wie er in Frankreich Mode war.
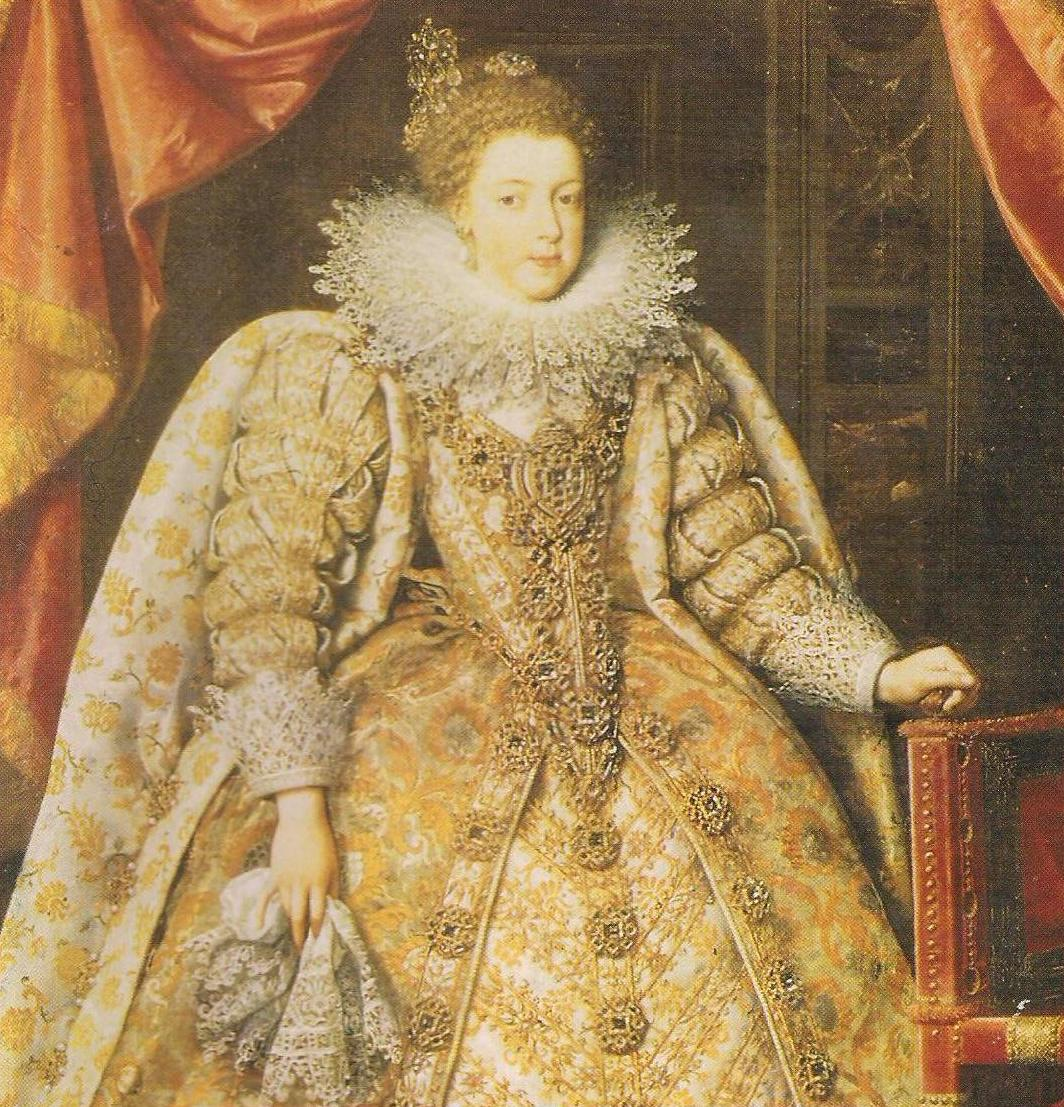
Frans Pourbus d. J.: Elisabeth von Frankreich, um 1617